# A.J. Lawson
Anthony Randolph "A. J." Lawson (Toronto, 15 de julho de 2000) é um jogador canadense profissional de basquete que atulamente joga no Toronto Raptors da National Basketball Association (NBA) e no Raptors 905 da G-League.
Ele jogou basquete universitário pela Universidade da Carolina do Sul.

## Primeiros anos
Lawson cresceu em Brampton, Ontario, e frequentou o GTA Prep em Mississauga, uma academia de basquete baseada na Mississauga Secondary School. Originalmente programado para se formar em 2019 e classificado em 40º em sua turma pelo 247Sports, bem como o quarto melhor prospecto canadense pelo North Pole Hoops, Lawson foi reclassificado para a turma de 2018. Lawson se comprometeu a jogar basquete universitário pela Universidade da Carolina do Sul. O técnico de South Carolina, Frank Martin, começou a recrutar Lawson após um treino noturno em Columbia na volta de um torneio.

## Carreira universitária

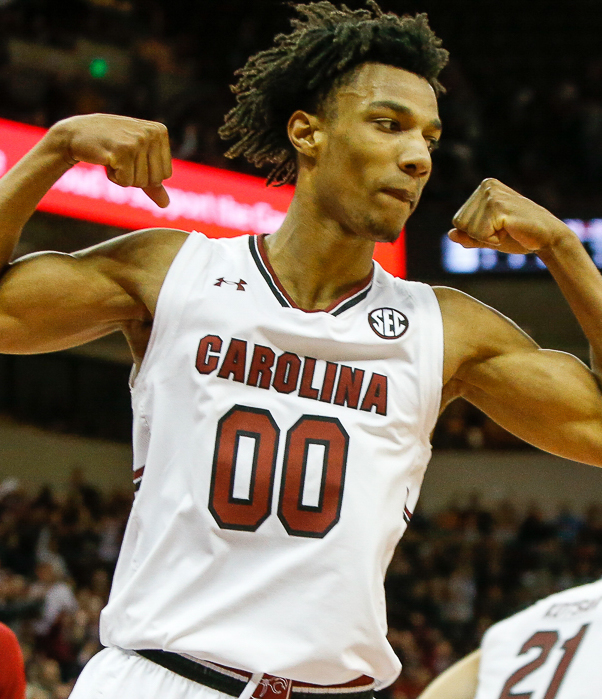
Lawson em fevereiro de 2019

Lawson teve médias de 13,4 pontos, 4,3 rebotes e 2,9 assistências em 29 jogos disputados e foi nomeado para a Equipe de Novatos da Southeastern Conference (SEC). Ele foi nomeado o Calouro da Semana da SEC em 19 de novembro de 2018, após ter médias de 15,7 pontos, 6,3 rebotes e 5,3 assistências em um trecho de três jogos contra Norfolk State, Providence e George Washington. Após a temporada, ele inicialmente inscreveu seu nome no draft da NBA de 2019, mas decidiu se retirar e retornar a South Carolina para sua segunda temporada.
Lawson foi nomeado o 41º melhor jogador de basquete universitário na temporada de 2019-20 pela CBS Sports e o 29º melhor prospecto para o draft da NBA de 2020 pela ESPN. Lawson marcou 28 pontos, o máximo da temporada, em 15 de novembro de 2019, em uma vitória de 90-63 contra Cleveland State. Lawson liderou a equipe durante a temporada em pontos totais com 416 e pontos por jogo com 13,4, enquanto também teve médias de 3,7 rebotes, 1,9 assistências e 1,2 roubos de bola. Após a temporada, ele se declarou para o draft da NBA de 2020, mas não contratou um agente. Lawson decidiu se retirar do draft e retornar a South Carolina em 29 de julho.
Em 6 de janeiro de 2021, Lawson marcou 30 pontos, o máximo de sua carreira, em uma vitória de 78-54 sobre Texas A&M. Em seu terceiro ano, ele teve médias de 16,6 pontos, 4,1 rebotes, 1,2 assistências e 1,5 roubos de bola. Ele foi nomeado para a Segundo-Equipe da SEC. Em 19 de abril de 2021, ele se declarou para o draft da NBA de 2021 e assinou com um agente.

## Carreira profissional

### College Park Skyhawks (2021–2022)
Após não ser draftado no draft da NBA de 2021, Lawson se juntou ao Miami Heat e ao Atlanta Hawks para a Summer League de 2021. Em 22 de setembro de 2021, Lawson assinou com os Hawks. No entanto, ele foi dispensado em 7 de outubro. Em outubro de 2021, Lawson assinou com o College Park Skyhawks da G-League, onde jogou 26 jogos e teve médias de 11,8 pontos, 6,3 rebotes e 1,3 roubos de bola, enquanto acertava 48,1% dos arremessos.

### Guelph Nighthawks (2022)
Em 26 de abril de 2022, Lawson assinou com o Guelph Nighthawks da Liga da Elite Canadense de Basquetebol.

### Minnesota Timberwolves / Iowa Wolves (2022)
Lawson se juntou ao Dallas Mavericks para a Summer League de 2022. Em cinco jogos, ele teve médias de 15,6 pontos e 6,0 rebotes, enquanto acertava 51,9% dos arremessos. Mais tarde, em 19 de julho de 2022, Lawson assinou um contrato de mão dupla com o Minnesota Timberwolves. Em 15 de outubro de 2022, Lawson foi dispensado.

### Retorno ao College Park (2022)
Em 3 de novembro de 2022, Lawson foi nomeado para o elenco de abertura da temporada do College Park Skyhawks da G-League. Em 16 de novembro, Lawson assinou outro contrato de mão dupla com os Timberwolves, mas foi dispensado em 8 de dezembro. Dois dias depois, ele retornou ao College Park.

### Dallas Mavericks / Texas Legends (2022–2024)
Em 26 de dezembro de 2022, Lawson assinou um contrato de mão dupla com o Dallas Mavericks, dividindo tempo com seu afiliado da G-League, o Texas Legends. Foi convertido em um contrato padrão em 4 de março de 2024. Lawson alcançou as Finais da NBA de 2024, onde os Mavericks perderam para o Boston Celtics em cinco jogos. Em 8 de outubro, ele foi dispensado pelos Mavericks e, três dias depois, assinou outro contrato de mão dupla. No entanto, foi dispensado novamente em 18 de outubro.

### Long Island Nets (2024)
Em 27 de outubro de 2024, Lawson assinou com o Long Island Nets da G-League.

### Toronto Raptors / Raptors 905 (2024–Presente)
Em 11 de dezembro de 2024, Lawson assinou um contrato de mão dupla com o Toronto Raptors.

## Carreira na seleção
Lawson competiu internacionalmente pela equipe sub-19 do Canadá e teve médias de 14,8 pontos, 5,4 rebotes e 1,2 assistências na Copa América Sub-18 de 2018, enquanto a equipe terminou em segundo lugar no torneio. Lawson registrou os maiores números da equipe com 18 pontos e 12 rebotes na derrota do Canadá por 113-74 para os Estados Unidos na final do torneio.
Na Copa do Mundo de Basquete Sub-19 de 2019, Lawson teve média de 16,7 pontos, o melhor da equipe, além de 3,9 rebotes e 3,4 assistências em sete partidas, enquanto o Canadá avançava para as quartas de final. Ele também teve a melhor performance de pontuação do torneio com um jogo de 31 pontos contra o Senegal.
Lawson fez sua estreia com a Seleção Canadense durante a primeira rodada das eliminatórias para a Copa do Mundo de 2023.

## Estatísticas da carreira

### NBA

#### Temporada regular
| Ano      | Equipe    | PJ | PT | MPJ | AP    | 3P   | LL   | RT  | AS | BR | TO | PPJ |
| -------- | --------- | -- | -- | --- | ----- | ---- | ---- | --- | -- | -- | -- | --- |
| 2022–23  | Minnesota | 1  | 0  | 1.8 | 1.000 | —    | —    | 1.0 | .0 | .0 | .0 | 2.0 |
| 2022–23  | Dallas    | 14 | 0  | 7.6 | .488  | .400 | .250 | 1.4 | .1 | .1 | .0 | 3.9 |
| 2023–24  | Dallas    | 42 | 0  | 7.4 | .446  | .260 | .652 | 1.2 | .5 | .2 | .1 | 3.2 |
| Carreira | Carreira  | 57 | 0  | 5.6 | .644  | .330 | .451 | 1.2 | .1 | .1 | .0 | 3.0 |

#### Playoffs
| Ano  | Equipe | PJ | PT | MPJ | AP   | 3P   | LL   | RT | AS | BR | TO | PPJ |
| ---- | ------ | -- | -- | --- | ---- | ---- | ---- | -- | -- | -- | -- | --- |
| 2024 | Dallas | 10 | 0  | 3.0 | .444 | .333 | .500 | .3 | .0 | .0 | .1 | 1.1 |

### Universitário
| Ano      | Equipe         | PJ | PT | MPJ  | AP   | 3P   | LL   | RT  | AS  | BR  | TO | PPJ  |
| -------- | -------------- | -- | -- | ---- | ---- | ---- | ---- | --- | --- | --- | -- | ---- |
| 2018–19  | South Carolina | 29 | 28 | 29.9 | .411 | .358 | .667 | 4.3 | 2.9 | 1.1 | .2 | 13.4 |
| 2019–20  | South Carolina | 31 | 31 | 29.1 | .414 | .339 | .724 | 3.7 | 1.9 | 1.2 | .1 | 13.4 |
| 2020–21  | South Carolina | 21 | 21 | 31.3 | .394 | .351 | .700 | 4.1 | 1.2 | 1.5 | .1 | 16.6 |
| Carreira | Carreira       | 81 | 80 | 30.0 | .406 | .349 | .697 | 4.0 | 2.0 | 1.2 | .1 | 14.4 |